# 15672 Sato-Norio
15672 Sato-Norio eller 1977 EX7 är en asteroid i huvudbältet som upptäcktes den 12 mars 1977 av de båda japanska astronomerna Hiroki Kōsai och Kiichirō Furukawa vid Kiso-observatoriet i Japan. Den är uppkallad efter Norio Sato.
Den tillhör asteroidgruppen Nysa.